# San Demetrio ne' Vestini
San Demetrio ne' Vestini è un comune italiano di 1 981 abitanti della provincia dell'Aquila in Abruzzo.

## Geografia fisica

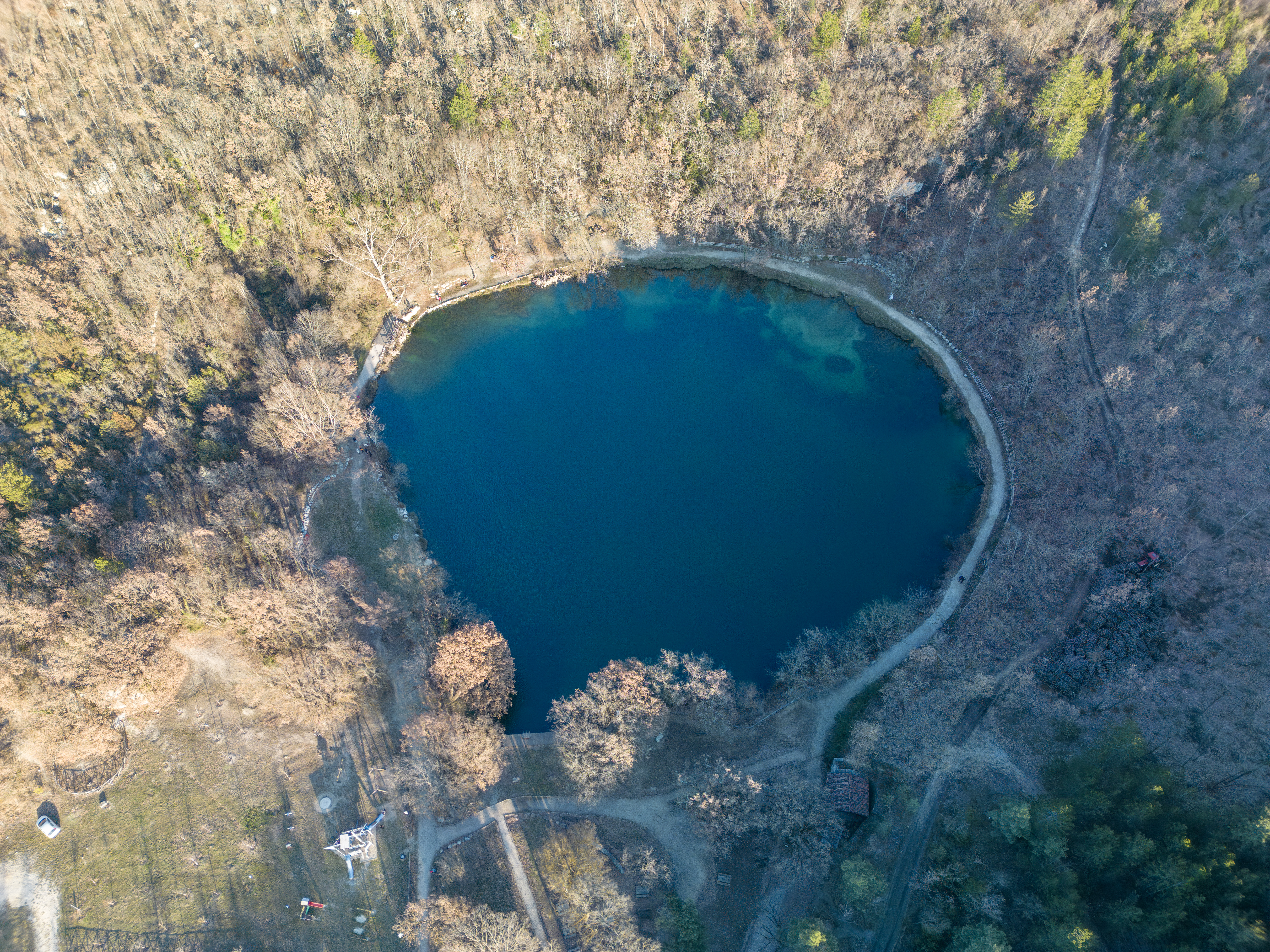
Il lago Sinizzo presso San Demetrio

Il territorio del comune è posto in territorio pianeggiante nella bassa valle dell'Aterno, da una quota di 640 metri s.l.m. fino a 1 250 metri s.l.m., ai confini con l'altopiano delle Rocche.

## Storia
Nel territorio dell'attuale comune di San Demetrio risiedeva il popolo italico dei Vestini, più precisamente i Vestini cismontani, che occupavano la valle del fiume Aterno.
La cittadina era conosciuta già nel Medioevo con il nome di "Pagus chrementes" e più tardi come Demetra, ma il toponimo "San Demetrio" comparve nel X secolo presso il Chronicon Farfense; non si trattava allora di un centro fortificato unitario, bensì di un insieme di villaggi sparsi: Cavantoni, Cardamone, Cardabello, Colle, Collarano, Villagrande e Villa San Giovanni. Nel 1254 il castello di Sinizzo, nel territorio di San Demetrio ma ormai scomparso, partecipò come castello fondatore della fondazione dell'Aquila, occupando un locale nel quarto di Santa Maria. 
San Demetrio fu coinvolta, come gli altri centri della zona, nella guerra dell'Aquila, portata avanti dal capitano aragonese Braccio da Montone, che nel 1423 occupò il castello; solo il vicino castello di Stiffe riuscì a resistere all'assedio. Dopo la sconfitta di Braccio per mezzo degli angioini, San Demetrio richiese l'autonomia istituendo l'università; staccandosi dal controllo dell'Aquila, iniziò a svilupparsi demograficamente ed economicamente, con la coltivazione dei cereali. In quest'epoca prosperarono le famiglie borghesi dei Marimpietri, dei Cappa, dei Cappelli e dei Visca, che, con il ricavato della pastorizia e della transumanza, si trasferirono anche all'Aquila. Nel 1442 soggiornò a San Demetrio il re Alfonso I d'Aragona, venuto per porre fine a una lotta territoriale tra il paese e L'Aquila.
Nel 1553 San Demetrio fu infeudata al capitano Ferdinando Aguilera, nel 1691 l'università chiese al Regno di istituire il mercato pubblico ogni venerdì di settimana, tradizione rimasta sino ad oggi. Nel 1809 venne concesso a San Demetrio il favore di celebrare ogni anno una speciale fiera, il 5 luglio 1862, quando la città era entrata nel nuovo Regno d'Italia, modificò il nome, identico a quello di un altro comune della Calabria, in "San Demetrio ne' Vestini", in ricordo dell'antico popolo italico.
Il 6 aprile 2009 l'alta provincia dell'Aquila fu colpita da un violento terremoto, che causò a San Demetrio ne' Vestini tre vittime e numerosi danni. Tra i più ingenti, si segnalano i crolli della facciata della chiesa di Santa Maria dei Raccomandati, del campanile della chiesa di San Giovanni, nella frazione omonima, e la devastazione del lago Sinizzo.

## Monumenti e luoghi d'interesse

### Architetture religiose

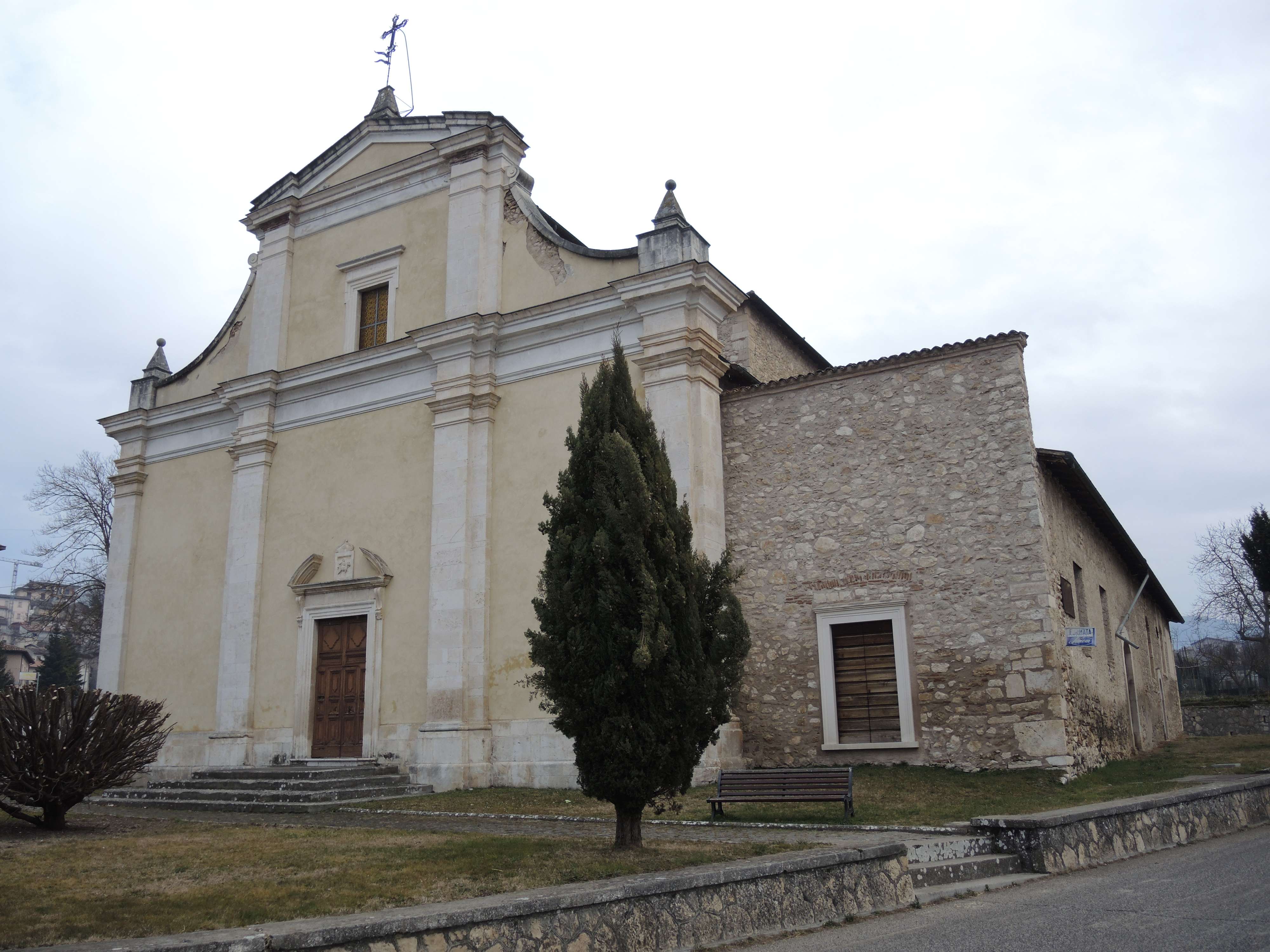
Chiesa di San Demetrio da Tessalonica

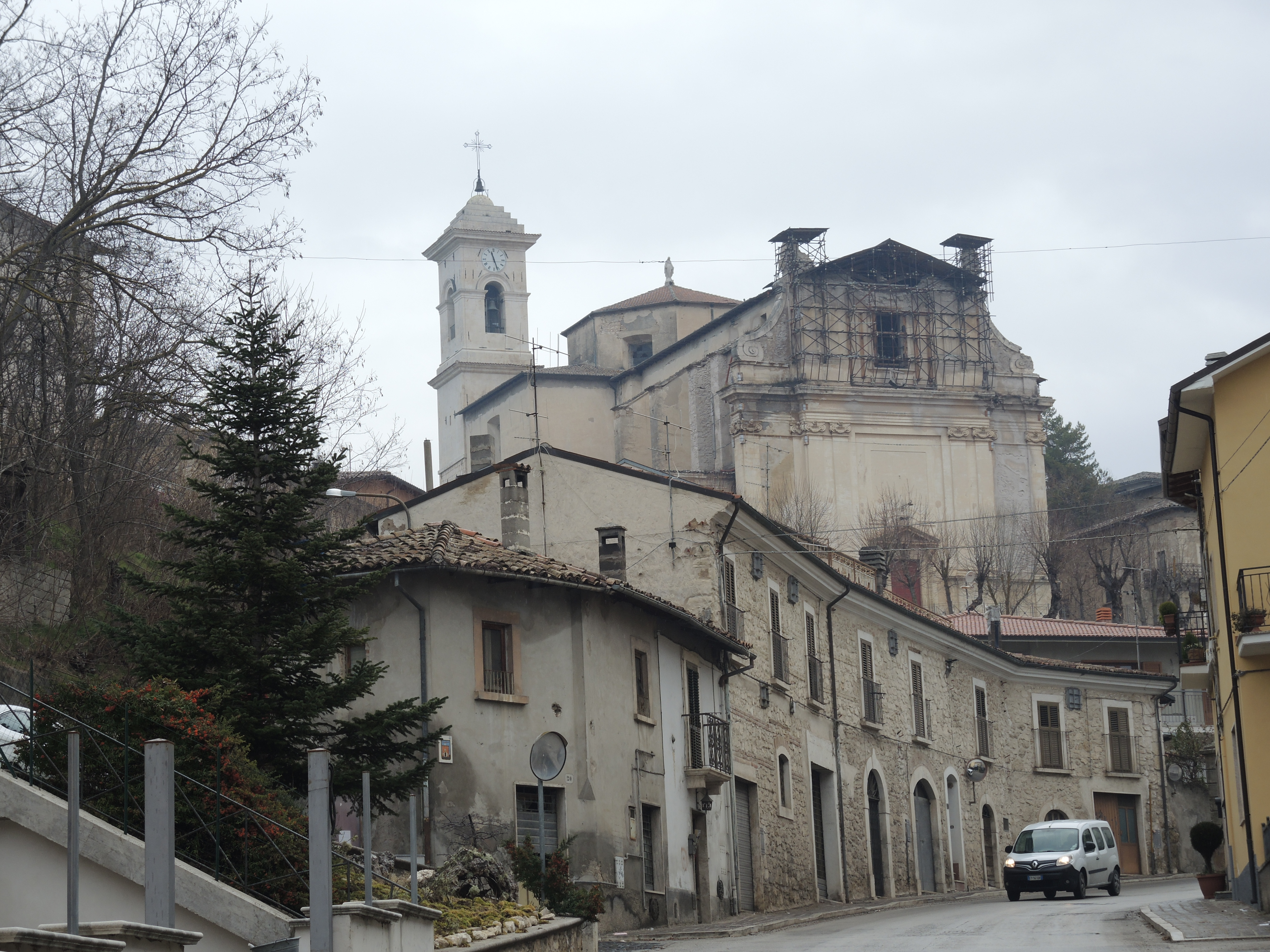
Chiesa di Santa Maria dei Raccomandati

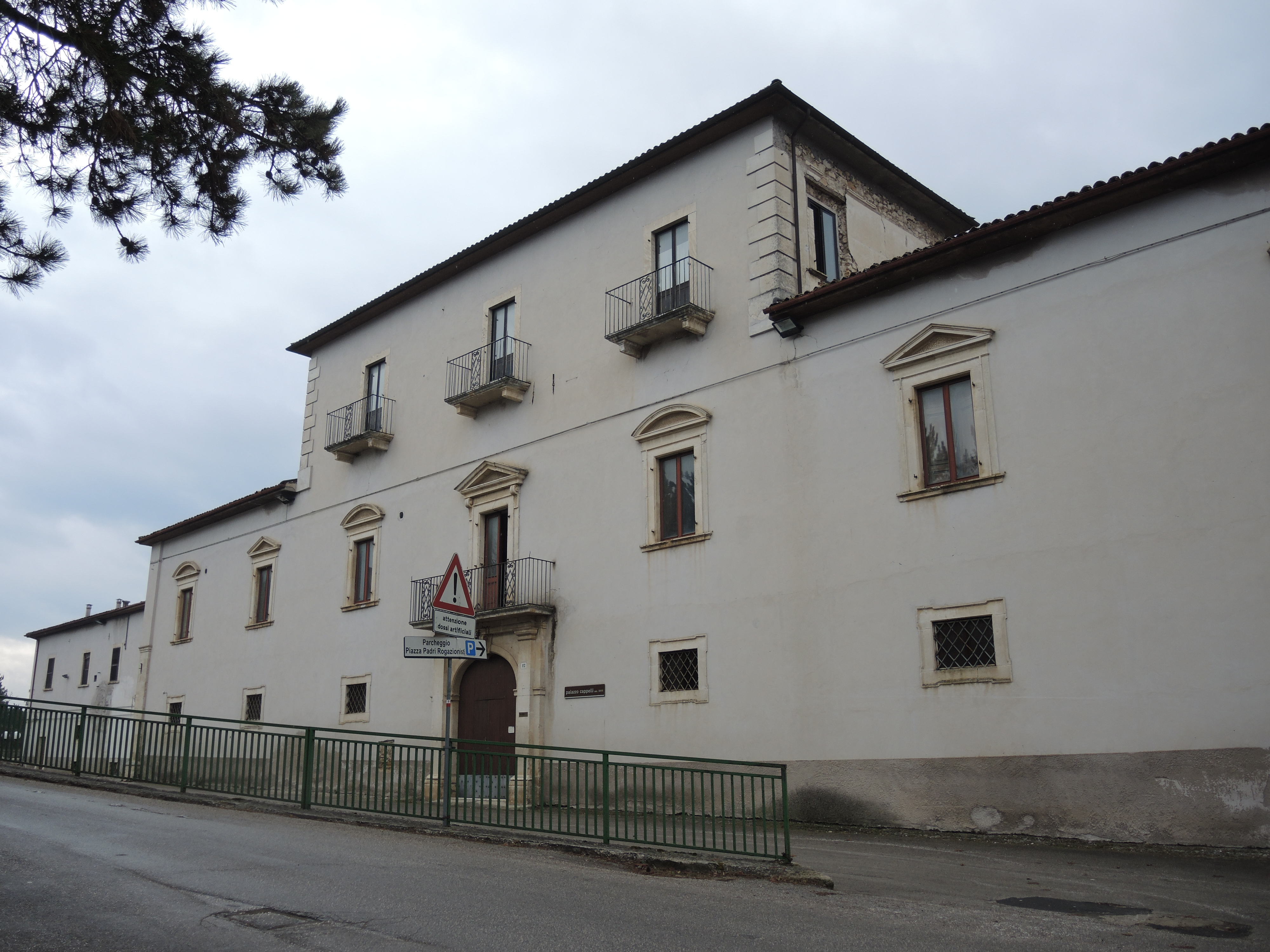
Palazzo Pignatelli Cappelli

- Chiesa di San Demetrio da Tessalonica - si trova nella zona meridionale, nell'area detta "La Cona", risalente all'epoca medievale, ma ricostruita daccapo nel XVII secolo. In una relazione del notaio Giuseppe Cappa del 28 marzo 1600 infatti, si fa richiesta al vescovo dell'Aquila di provvedere alla ricostruzione dell'antica cappella di Santa Croce, troppo piccola per accogliere tutti i fedeli delle 7 ville di San Demetrio. La chiesa si presenta in stile seicentesco, la parete nord che sta sotto l'intonaco, cela un apparato tipico aquilano a facciata rettangolare, con una pietra tombale romana, e una formella con mano a pollice teso. La chiesa non si trova in posizione baricentrica di San Demetrio, il suo posto è occupato dalla parrocchia della Madonna dei Raccomandati, ma la chiesa di San Demetrio si trova in una posizione ideale lungo la strada degli antichi pellegrinaggi e tratturi dei pastori. Nel 1736 come attesta una lapide presso la navata destra, il vescovo Domenico Tagliatatela consacrò la collocazione delle reliquie sotto gli altari. L'antica cappella di Santa Croce o Santa Balbina, dove fu eretta la nuova chiesa, sarebbe sorta nel Medioevo sopra il tempio della dea Cerere, divinità venerata dagli italici Vestini, ed era a capo di una Via Sacra, oggi utilizzata come Via Crucis, che collegava molto bene le 7 ville, sorte sopra gli antichi pagi con mura poligonali dei Vestini. La parte posteriore della cappella misura 5x4 metri, il nuovo corpo è stato aggiunto raddoppiandone la lunghezza, accanto ad essa ci sono i resi della stazione semaforica borbonica di segnalazioni ottiche, sul retro della cappella affiorano resi di un edificio semicircolare con grossi ciottoli presso il pavimento, forse parte del tempio.
- Chiesa di Santa Maria dei Raccomandati - situata nel centro del paese, è una chiesa molto imponente, realizzata nel 1820 dalla famiglia Cappelli: architettonicamente ha le forme di tardo barocco, ha impianto a croce latina, con bracci del transetto sporgenti, navata unica e quattro cappelle laterali, dietro l'altare maggiore vi è una pala del foggiano Caldara della Madonna dei Raccomandati con ai piedi Demetrio di Tessalonica. All'interno, a navata unica,sono i dipinti su tela di Teofilo Patini Miracolo della croce (che rappresenta la redenzione dei moribondi dinanzi alla croce di Cristo) e Carlo Borromeo con un moribondo.

### Architetture civili
- Palazzo Pignatelli Cappelli - in via Madonna dei Raccomandati, è il baluardo di architettura settecentesca del paese, con la sua imponente mole situata nel punto più alto di San Demetrio. Proprietà delle famiglie Ardinghelli, Antonelli, Pignatelli e poi dei Marchesi Cappelli, dal 1955 è sede della Congrega dei Padri Rogazionisti.
- Palazzo ducale - in via Cardabello, prospiciente Piazza del Duca, sarebbe sorto sopra l'antico castello medievale nel XVIII secolo. Ha uno stile esterno dal gusto vanvitelliano, ha pianta a forma di C, è stato realizzato tra il XVII e il XVIII secolo, divenendo proprietà degli Ardinghelli, dei Lucentini-Piccolomini, del duca d'Arcamone e poi dei Marchesi Cappelli di Torano.
- Palazzo Tatozzi - in via Nunzio Tatozzi, fu realizzato nel XVIII-XIX secolo in stile neoclassico.

### Altro
- Villa comunale e Monumento ai caduti - posta lungo la Via Nazionale, è stata realizzata nel primo Ventennio del Novecento, inaugurata nel 1938, con l'impianto a forma di croce cristiana, con al centro il Monumento ai caduti della Grande Guerra, cui si aggiunsero anche i nomi dei caduti nella seconda guerra mondiale.

### Aree naturali

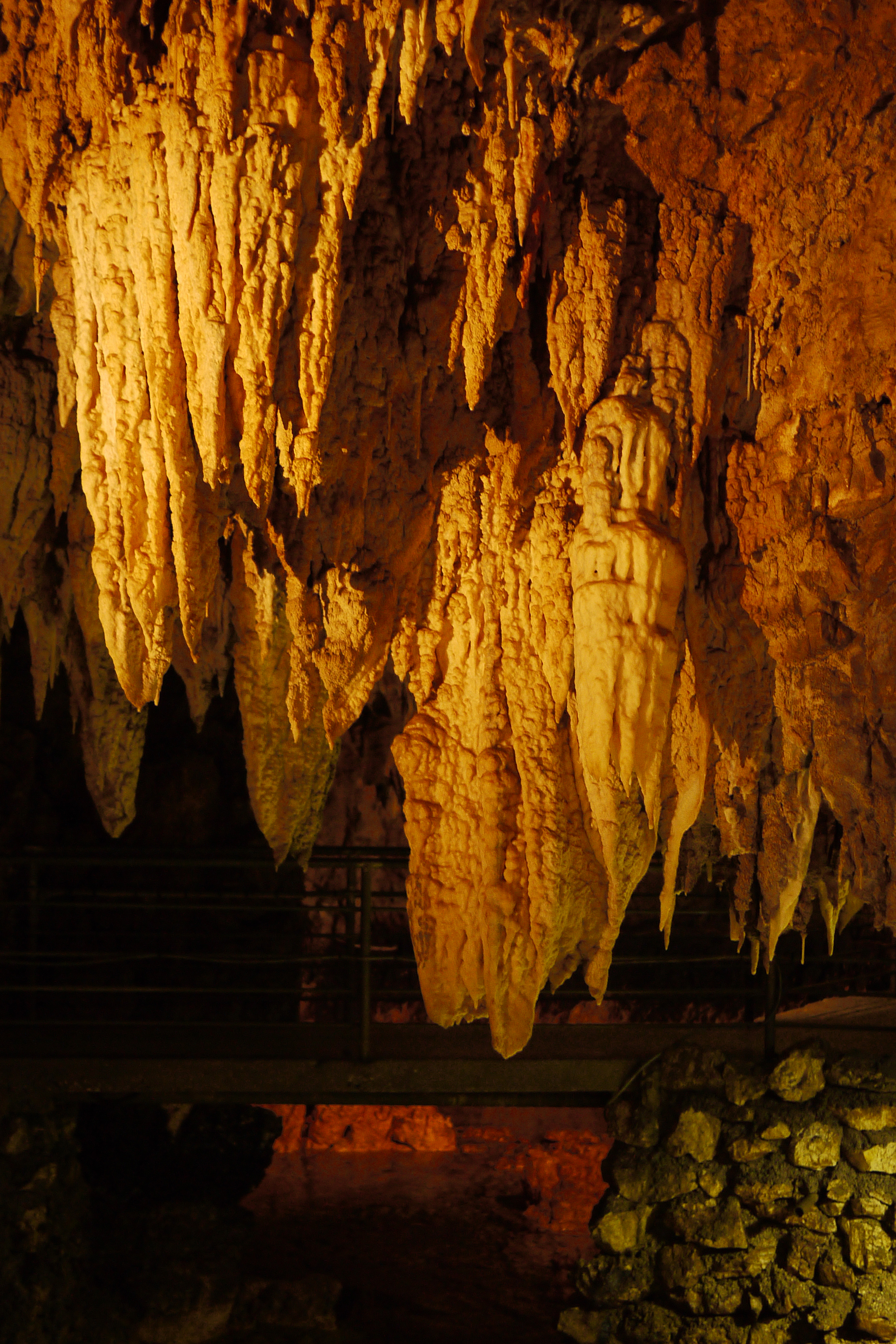
Interno Grotte di Stiffe

Le maggiori attrazioni naturalistiche nel territorio del comune sono le Grotte di Stiffe, nei pressi dell'omonima frazione, e il lago Sinizzo.

## Società

### Evoluzione demografica
Abitanti censiti

### Istituzioni, enti e associazioni
- SOS Villaggi dei bambini: dal Luglio 2009 ha organizzato un Centro Diurno per i bambini del COM2[9].
- Croce Rossa Italiana: Gruppo Volontari del Soccorso di San Demetrio ne' Vestini.

## Cultura

### Eventi
Oltre alle feste patronali il Comune organizza la Festa del Grano e del Pane, che si tiene ad Agosto nelle diverse frazioni.

## Infrastrutture e trasporti

### Strade
Il paese è lambito dalla strada regionale 261 Subequana, che lo collega a L'Aquila e alle località della valle dell'Aterno. Inoltre in corrispondenza dell'abitato, dalla SR 261 si diramano varie strade provinciali tra cui la n. 8 "Peltuinate", che conduce alla statale 17 dell'Appennino Abruzzese (principale collegamento tra il comune e Sulmona e Pescara).

### Ferrovie
Il comune è attraversato dalla ferrovia Sulmona-L'Aquila, linea secondaria a binario unico e trazione diesel, che lo serve con la stazione di San Demetrio de' Vestini, posta a circa 1,6 km dal paese.

## Amministrazione
| Periodo           | Periodo           | Primo cittadino       | Partito                             | Carica                    | Note          |
| ----------------- | ----------------- | --------------------- | ----------------------------------- | ------------------------- | ------------- |
| 6 giugno 1993     | 12 maggio 2001    | Fabrizio Andreassi    | Lista civica di centro              | Sindaco                   | [ 10 ] [ 11 ] |
| 13 maggio 2001    | 27 maggio 2006    | Giovanni Centi        | Lista civica                        | Sindaco                   | [ 12 ]        |
| 28 maggio 2006    | 22 febbraio 2015  | Silvano Cappelli      | Lista civica Uniti per San Demetrio | Sindaco                   | [ 13 ] [ 14 ] |
| 23 febbraio 2015  | 30 maggio 2015    | Natalino Benedetti    |                                     | Commissario Straordinario | [ 15 ]        |
| 31 maggio 2015    | 22 settembre 2020 | Silvano Cappelli      | Lista civica Uniti per San Demetrio | Sindaco                   | [ 16 ]        |
| 22 settembre 2020 | in carica         | Antonio Di Bartolomeo | Lista civica Uniti per San Demetrio | Sindaco                   | [ 17 ]        |